# Acrocercops breyeri
Acrocercops breyeri là một loài bướm đêm thuộc họ Gracillariidae. Nó được tìm thấy ở Argentina. Ấu trùng ăn Senecio bonariensis.